# 有賀・喜多野論争
有賀・喜多野論争（あるが・きたのろんそう）は、社会学者の有賀喜左衛門と、同じく社会学者の喜多野清一の間で「家族」「家」の定義を巡って行われた論争。主に1960年代に行われた。
社会学者戸田貞三の小家族理論ならびに、それを支持する喜多野の説や、文化人類学者ジョージ・マードックの核家族理論を、有賀喜左衛門が「家族と家」の中で批判し、それに喜多野が反論したのが発端。

## 有賀の主張
- 「家族」は、通文化的に使用されるfamilyに対応するもの。
- 「家」は、日本に特殊な家族的現象。夫婦関係を基本としつつ非血縁者をその中に含み、個人の生存にとって不可欠の生活機能（経済、法律、信仰など）を充足する生活集団。
- 非親族を家族の成員とする。成員は嫡系と傍系に分けられる。家は家産や家業の運営の集団で、社会における生活の単位なので、成員の生死を越えて連続することを目標とする。

## 喜多野の主張
- 「家族」は、夫婦、親子を中心とする近親者の全人格的な一体感に基づく小結合。
- 「家」は、あらゆる民族に普遍な小家族結合と、家長権の統率下に成立する歴史的な家結合という異なる結合契機を内に含む複合的な家族制度。
- 家は家族の一歴史的形態で、家父長制度的な家権力の下に成立する。集団成員の生活保障を目標とする。